# 1 − 2 + 3 − 4 + ⋯
1 − 2 + 3 − 4 + · · · је бесконачан ред у математици, који обухвата узастопне природне бројеве са наизменичним знацима. Сума првих {\displaystyle m} чланова реда може да се напише као:
{\displaystyle 1-2+3-4+\cdots +m(-1)^{m-1}=\sum _{n=1}^{m}n(-1)^{n-1}.}
Овај бесконачни низ дивергира, што значи да редослед његових парцијалних сума (1, −1, 2, −2, …), не тежи ка крајњим границама. Међутим, средином 18. века, Леонард Ојлер је написао следеће, што је касније окарактерисао као парадоксално:
{\displaystyle 1-2+3-4+\cdots ={\frac {1}{4}}\!\,.}
Математичка метода која би објаснила ову једначину, развијена је много касније. Почев од 1890. године, Ернесто Чезаро, Емил Борел и други математичари испитивали су постојеће методе за одређивање суме дивергентних редова — укључујући и нова тумачења Ојлерових покушаја. Коришћењем многих од ових метода за израчунавање суме реда 1 − 2 + 3 − 4 + · · · довело је до коначног резултата који је износио 1⁄4. Чезарово сумирање је једна од ретких метода помоћу којих не можемо одредити износ 1 − 2 + 3 − 4 + · · ·, већ се морамо користити јачим методама, као што је Абелово сумирање.
Ред 1 − 2 + 3 − 4 + · · · је много сличан Грандијевом реду 1 − 1 + 1 − 1 + · · ·, а Ојлер је третирао ова два посебна случаја као 1 − 2n + 3n − 4n + · · · за произвољно n. Даља истраживања временом су довела до других функција, које су данас познате као Риманова зета-функција и Дирихлеова ета-функција.

## Дивергентност
Чланови реда (1, −2, 3, −4, ...) не теже ка 0, те 1 − 2 + 3 − 4 + · · · дивергира применом теста општег члана. За даље разматрање, било би корисно да се одреди дивергенција основног нивоа. По дефиницији, конвергенција или дивергенција бесконачног реда условљена је конвергенцијом или дивергенцијом реда парцијалних сума. Сходно томе, парцијалне суме реда 1 − 2 + 3 − 4 + · · · су:
1 = 1,
1 − 2 = −1,
1 − 2 + 3 = 2,
1 − 2 + 3 − 4 = −2,
1 − 2 + 3 − 4 + 5 = 3,
1 − 2 + 3 − 4 + 5 − 6 = −3,
…
{\displaystyle \sum _{n=1}^{m}(-1)^{n-1}n\;\;={\frac {(-1)^{m-1}(2m+1)+1}{4}}}
Овај ред је важан због присуства сваког целог броја — чак и 0, ако рачунамо празну парцијалну суму — чиме је успостављена бројивост чланова скупа целих бројева {\displaystyle \mathbb {Z} }. Редослед парцијалних сума јасно показује да ред не конвергира ка одређеном броју (за сваку граничну вредност x можемо наћи тачку иза које су све наредне парцијалне сума ван интервала [x-1, x+1]), те стога 1 − 2 + 3 − 4 + · · · дивергира.

## Хеуристички приступ сумирања

### Стабилност и линеарност
Будући да чланови 1, −2, 3, −4, 5, −6, ... следе једноставне законитост, ред 1 − 2 + 3 − 4 + ... је могуће трансформисати премештањем и додавањем члана на члан, са циљем да му се припише неко нумеричко значење. Ако израз s = 1 − 2 + 3 − 4 + ... за неки дати број s има смисла, онда следеће формалне трансформације указују на то да је s = 1⁄4:
{\displaystyle {\begin{array}{rclllll}4s&=&&(1-2+3-4+\cdots )&{}+(1-2+3-4+\cdots )&{}+(1-2+3-4+\cdots )&{}+(1-2+3-4+\cdots )\\&=&&(1-2+3-4+\cdots )&{}+1+(-2+3-4+5+\cdots )&{}+1+(-2+3-4+5+\cdots )&{}-1+(3-4+5-6\cdots )\\&=&1+[&(1-2-2+3)&{}+(-2+3+3-4)&{}+(3-4-4+5)&{}+(-4+5+5-6)+\cdots ]\\&=&1+[&0+0+0+0+\cdots ]\\4s&=&1\end{array}}}
Због тога, {\displaystyle s={\frac {1}{4}}}. Ово извођење је графички представљено на цртежу са десне стране.
Иако 1 − 2 + 3 − 4 + ... нема суму у уобичајеном смислу, једначина s = 1 − 2 + 3 − 4 + ... = 1⁄4 даје најбољи одговор на то да ли та сума може да се одреди. Уопштена дефиниција „суме“ дивергентног реда назива се метод сумирања, који омогућава израчунавање суме неколико подскупова свих могућих редова. Постоје бројне методе за опште сумирање редова, а неке од њих садрже неке од особина обичног сумирања редова. У ствари, горе је доказано да се коришћењем било ког метода за сумирање који је линеаран и стабилан за резултат реда 1 − 2 + 3 − 4 + ... добија 1⁄4. Тачније:
{\displaystyle {\begin{array}{rcllll}2s&=&&(1-2+3-4+\cdots )&+&(1-2+3-4+\cdots )\\&=&1+&(-2+3-4+\cdots )&{}+1-2&+(3-4+5\cdots )\\&=&0+&(-2+3)+(3-4)+(-4+5)+\cdots \\2s&=&&1-1+1-1\cdots \end{array}}}
примена овог метода даје и решење суме Грандијевог реда, 1 − 1 + 1 − 1 + ... = 1⁄2.

### Кошијев производ
Године 1891, Ернесто Чезаро изразио је наду да ће дивергентни редови бити укључени у калкулус, указујући на следеће:
| „                | Неки пишу (1 − 1 + 1 − 1 + ...)2 = 1 − 2 + 3 − 4 + ... и тврде да су две стране једнаке 1⁄4. | ” |
| — Ернесто Чезаро |                                                                                              |   |

За Чезара, ова једначина представља примену теореме коју је објавио годину пре, те се може сматрати првом теоремом у историји сумирања дивергентних редова. Детаљи овог метода за сумирање су приказани доле; основна идеја је да 1 − 2 + 3 − 4 + ... јесте Кошијев производ 1 − 1 + 1 − 1 + ... и 1 − 1 + 1 − 1 + ....
Кошијев производ два бесконачна реда је дефинисан, чак иако су та два реда дивергентна. У случају где је Σan = Σbn = Σ(−1)n, услови Кошијевог производа дати су коначним дијагоналним сумама:
{\displaystyle {\begin{array}{rcl}c_{n}&=&\displaystyle \sum _{k=0}^{n}a_{k}b_{n-k}=\sum _{k=0}^{n}(-1)^{k}(-1)^{n-k}\\[1em]&=&\displaystyle \sum _{k=0}^{n}(-1)^{n}=(-1)^{n}(n+1).\end{array}}}
Затим, производ реда је:
{\displaystyle \sum _{n=0}^{\infty }(-1)^{n}(n+1)=1-2+3-4+\cdots .}
На тај начин, метод за сумирање који садржи Кошијев производ два реда и даје суму 1 − 1 + 1 − 1 + ... = 1⁄2, такође даје суму 1 − 2 + 3 − 4 + ... = 1⁄4. Са резултатом добијеним у претходном одељку, ово подразумева једнакост између сумирања 1 − 1 + 1 − 1 + ... и 1 − 2 + 3 − 4 + ... са методама које су линеарне, стабилне и садрже Кошијев производ.
Чезарова теорема је префињен пример. Ред 1 − 1 + 1 − 1 + ..., према Чезару, може да буде сумиран и зове се (C, 1)-сумирачки, док ред 1 − 2 + 3 − 4 + ... захтева дубљу примену Чезарове теореме, и зове се (C, 2)-сумирачки. Будући да су сви облици Чезарове теореме линеарни и стабилни, вредности суме су оне које смо претходно израчунали.

## Посебне методе

### Чезаро и Хелдер
За израчунавање Чезарове суме (C, 1) за 1 − 2 + 3 − 4 + ..., ако постоји, неопходно је да се прво израчуна аритметичка средина парцијалних сума реда. Парцијалне суме су:
1, −1, 2, −2, 3, −3, ...,
а аритметичка средина ових парцијалних сума:
{\displaystyle 1,\ 0,\ {\frac {2}{3}},\ 0,\ {\frac {3}{5}},\ 0,\ {\frac {4}{7}},\ \dots }.
Пошто овај ред не конвергира, самим тим 1 − 2 + 3 − 4 + ..., према Чезару, не може да се сумира.
Постоје две познате генерализације Чезаровог сумирања — концептуално једноставнија метода јесте она која се састоји од низа (H, n) метода за природне бројеве n. Сума (H, 1) је сума по Чезару, а методе вишег реда понављају израчунавање. У наведеном примеру, парне средње вредности конвергирају до 1⁄2, док све непарне средње вредности су једнаке 0; дакле, средње вредности средњих вредности се међусобно приближавају вредностима између 0 и 1⁄2, односно до 1⁄4. Стога, ред 1 − 2 + 3 − 4 + ... има суму (H, 2) која износи 1⁄4.
Ознака „H“ представља скраћеницу презимена Ота Хелдера, који је 1882. године био први који је доказао оно што математичари данас сматрају везом између Абеловог сумирања и (H, n) сумирања. Ред 1 − 2 + 3 − 4 + ... је био први пример који је употребљен у ту сврху. Чињеница да 1⁄4 је сума (H, 2) од 1 − 2 + 3 − 4 + ... потврђује да је ово Абелова сума, такође; ово је директно доказано испод.
Друга честа генерализација Чезаровог сумирања јесте низ од (C, n) метода. Већ је доказано да сумирање (C, n) и сумирање (H, n) увек даје исти резултат, али она заправо имају различите историјске позадине. Године 1887, Чезаро је био близу дефинисања (C, n) сумирања, али је дао само неколико примера. Конкретно, сумирао је 1 − 2 + 3 − 4 + ..., и добио резултат 1⁄4 методом која се може преформулисати као (C, n), али која у то време није била призната. Формално је дефинисао (C, n) методе 1890. године, са циљем да поткрепи своју теорему да Кошијев производ суме реда (C, n) и суме реда (C, m) је једнак суми (C, m + n + 1).

### Абелово сумирање
У извештају из 1749. године, Леонард Ојлер је признао да ред дивергира, али ипак се спремао да израчуна његову суму:
| „ | Lorem ipsum dolor sit amet, consectetur adipiscing elit, sed do eiusmod tempor incididunt ut labore et dolore magna aliqua. Ut enim ad minim veniam, quis nostrud exercitation ullamco laboris nisi ut aliquip ex ea commodo consequat. Duis aute irure dolor in reprehenderit in voluptate velit esse cillum dolore eu fugiat nulla pariatur. Excepteur sint occaecat cupidatat non proident, sunt in culpa qui officia deserunt mollit anim id est laborum. | ” |

Ојлер је неколико пута предлагао генерализацију појма „сума реда“. У случају 1 − 2 + 3 − 4 + ..., његове идеје су сличне ономе што је данас познато као Абелово сумирање:
| „ | Lorem ipsum dolor sit amet, consectetur adipiscing elit, sed do eiusmod tempor incididunt ut labore et dolore magna aliqua. Ut enim ad minim veniam, quis nostrud exercitation ullamco laboris nisi ut aliquip ex ea commodo consequat. Duis aute irure dolor in reprehenderit in voluptate velit esse cillum dolore eu fugiat nulla pariatur. Excepteur sint occaecat cupidatat non proident, sunt in culpa qui officia deserunt mollit anim id est laborum. | ” |

Постоји много начина да се види, бар за апсолутне вредности {\displaystyle |x|<1}, да Ојлер је у праву:
{\displaystyle 1-2x+3x^{2}-4x^{3}+\cdots ={\frac {1}{(1+x)^{2}}}.}
Могуће је да изврши проширивање на десној страни Тејлоровог реда или да се примени формални процес дељења полинома. Почевши са леве стране, може да се следи општа хеуристика приказана горе и два пута да се помножи са (1+x) или да се изврши квадрирање геометријског реда 1 − x + x2 − .... Изгледа да је Ојлер, исто тако, предложио диференцирање последњег реда члан по члан.
Са савремене тачке гледишта, ред 1 − 2x + 3x2 − 4x3 + ... не дефинише функцију у тачки {\displaystyle x=1}, тако да вредност не може једноставно да се замени у добијени израз. Пошто је функција дефинисана за свако {\displaystyle |x|<1}, може да израчуна гранична вредност, јер {\displaystyle x} тежи {\displaystyle 1}, што у суштини представља дефиницију Абеловог сумирања:
{\displaystyle \lim _{x\rightarrow 1^{-}}\sum _{n=1}^{\infty }n(-x)^{n-1}=\lim _{x\rightarrow 1^{-}}{\frac {1}{(1+x)^{2}}}={\frac {1}{4}}.}

### Ојлер и Борел
Ојлер је применио другу методу за овај ред, познату као Ојлерова трансформација, што је један од његових изума. Да би израчунали Ојлерову трансформацију, неопходно је да се почне са низом позитивних чланова — у овом случају са 1, 2, 3, 4, .... Први члан овог низа је означен као a0.
Осим тога, неопходно је да се израчуна коначна разлика између чланова низа 1, 2, 3, 4, ..., који је једнак 1, 1, 1, 1, .... Први члан овог низа ј означен као Δa0. Такође, Ојлерова трансформација зависи и од разлике разлика, али све даље разлике чланова низа 1, 1, 1, 1, ... су једнаке са 0. У том случају, Ојлерова трансформација за ред 1 − 2 + 3 − 4 + ... дефинисана је као:
{\displaystyle {\frac {1}{2}}a_{0}-{\frac {1}{4}}\Delta a_{0}+{\frac {1}{8}}\Delta ^{2}a_{0}-\cdots ={\frac {1}{2}}-{\frac {1}{4}}.}
У савременој терминологији, каже се да ред 1 − 2 + 3 − 4 + ... може да се сумира по Ојлеру, те се притом добије сума једнака 1⁄4.
Сумирање по Ојлеру подразумева постојање још једне врсте сумирања. Представљајући ред 1 − 2 + 3 − 4 + ... као:
{\displaystyle \sum _{k=0}^{\infty }a_{k}=\sum _{k=0}^{\infty }(-1)^{k}(k+1)}
доводи до конвергентног реда у свакој тачки, што се може написати као:
{\displaystyle a(x)=\sum _{k=0}^{\infty }{\frac {(-1)^{k}(k+1)x^{k}}{k!}}=e^{-x}(1-x).}
Дакле, Борелова сума реда 1 − 2 + 3 − 4 + ... може да се израчуна као:
{\displaystyle \int _{0}^{\infty }e^{-x}a(x)\,dx=\int _{0}^{\infty }e^{-2x}(1-x)\,dx={\frac {1}{2}}-{\frac {1}{4}}.}

### Раздвајање скала
Математичари Сајчев и Војчињски дошли су до решења 1 − 2 + 3 − 4 + ... = 1⁄4 применом два физичка принципа — инфинитезималне релаксације и раздвајање скала. Прецизније, ови принципи касније ће довести до утврђивања широке породице „метода за φ-сумирање“, који сви за суму дају резултат 1⁄4:
- Ако φ(x) је функција чији су први и други извод континуирани и интеграбилни у интервалу (0, ∞), тако да φ(0) = 1 и граничне вредности од φ(x) и xφ(x) за +∞ су једнаки 0, онда:[16]

{\displaystyle \lim _{\delta \rightarrow 0}\sum _{m=0}^{\infty }(-1)^{m}(m+1)\varphi (\delta m)={\frac {1}{4}}.}
Овај резултат је генерализација Абеловог сумирања, који се добија увођењем замене φ(x) = exp(−x). Општа тврдња може да се докаже груписањем чланова реда у парове преко {\displaystyle m} и трансформацијом израза у Риманов интеграл. Када се ради о последњем кораку, доказ за 1 − 1 + 1 − 1 + ... садржи примену Лагранжове теореме за средњу вредност, али у овом случају захтева примену Лагранжовог облика напредне Тејлорове теореме.

## Генерализација
Троструки Кошијев производ реда 1 − 1 + 1 − 1 + ... износи 1 − 3 + 6 − 10 + ..., односно наизменични ред троугластих бројева, чија је Абелова и Ојлерова сума једнака 1⁄8. Четвороструки Кошијев производ реда 1 − 1 + 1 − 1 + ... износи, ипак, 1 − 4 + 10 − 20 + ..., што представља наизменични ред тетраедалних бројева, чија је Абелова сума једнака 1⁄16.
Друга генерализација реда 1 − 2 + 3 − 4 + ... на нешто другачији начин јесте ред 1 − 2n + 3n − 4n + ... за остале вредности n. У случају да n има вредност позитивног броја, редови овог типа имају следеће Абелове суме:
{\displaystyle 1-2^{n}+3^{n}-\cdots ={\frac {2^{n+1}-1}{n+1}}B_{n+1}}
где су Bn Бернулијеви бројеви. Када је n паран број, једначина се своди на:
{\displaystyle 1-2^{2k}+3^{2k}-\cdots =0.}
Последња сума постала је Абелов предмет подсмеха, који је 1826. године записао следеће:
| „ | Lorem ipsum dolor sit amet, consectetur adipiscing elit, sed do eiusmod tempor incididunt ut labore et dolore magna aliqua. Ut enim ad minim veniam, quis nostrud exercitation ullamco laboris nisi ut aliquip ex ea commodo consequat. Duis aute irure dolor in reprehenderit in voluptate velit esse cillum dolore eu fugiat nulla pariatur. Excepteur sint occaecat cupidatat non proident, sunt in culpa qui officia deserunt mollit anim id est laborum. | ” |

Чезаров учитељ, Ежен Шарл Каталан, такође је понижавао дивергентне редове. Под његовим утицајем, Чезаро је „условне формуле“ за 1 − 2n + 3n − 4n + ... првобитно окарактерисао као „апсурдне једнакости“, а 1893. године изразио је мишљење — уобичајено за то време — да су формуле погрешне, али и на неки начин корисне. Коначно, у свом делу Sur la multiplication des séries из 1890. године, Чезаро је применио савремени приступ, почев од дефиниција.
Редови су предмет проучавања и за вредности n које нису цели бројеви, који сачињавају Дирихлеову ета-функцију. Део Ојлеровог занимања за изучавање редова повезаних са редом 1 − 2 + 3 − 4 + ... била је функционална једначина за ета-функцију, што директно доводи до функционалне једначине за Риманову зета-функцију. Ојлер је већ постао познат по проналажењу вредности ових функција са позитивним парним бројевима — укључујући и Базелски проблем — а покушавао је да пронађе вредности и за позитивне непарне бројеве — укључујући и Аперијеву константу — проблем који је остао нерешен и необјашњив до данас. Са Ојлеровим методама је лакше радити са ета-функцијама, због тога што је Абелово сумирање његовог Дирихлеовог реда увек могуће. С друге стране, Дирихлеов ред са зета-функцијама теже се сумира, јер тај ред дивергира. Тако на пример, ред 1 − 2 + 3 − 4 + ... у зета-функцији јесте ненаизменичан ред 1 + 2 + 3 + 4 + ..., који има дубоке примене у савременој физици, али захтева примену много јаче методе за израчунавање његових сума.